# Södra Viggen, Dalarna
Södra Viggen, även Lilla Viggen, är en sjö i Hedemora kommun i Dalarna och ingår i Dalälvens huvudavrinningsområde. Sjön är 30,5 meter djup, har en yta på 0,968 kvadratkilometer och befinner sig 103 meter över havet. Sjön skiljs från Norra Viggen (Viggen) med ett smalt näs. 

## Delavrinningsområde
Södra Viggen ingår i det delavrinningsområde (668956-150771) som SMHI kallar för Utloppet av Södra Viggen. Medelhöjden är 116 meter över havet och ytan är 4,34 kvadratkilometer. Det finns inga avrinningsområden uppströms utan avrinningsområdet är högsta punkten. Vattendraget som avvattnar avrinningsområdet har biflödesordning 3, vilket innebär att vattnet flödar genom totalt 3 vattendrag innan det når havet efter 179 kilometer. Avrinningsområdet består mestadels av skog (17 procent), öppen mark (14 procent) och jordbruk (44 procent). Avrinningsområdet har 0,96 kvadratkilometer vattenytor vilket ger det en sjöprocent på 22,1 procent.